# Alagón del Río
Alagón del Río – gmina w Hiszpanii, w prowincji Cáceres, w Estramadurze, o powierzchni 13,73 km². W 2011 roku gmina liczyła 841 mieszkańców.
Alagón del Río został założony w 1950 roku przez Narodowy Instytut Kolonizacji w granicach miasta Galisteo i stał się niezależną gminą w 2009 roku.